# Унутрашња тишина
Унутрашња тишина или тишина ума је стање ума које није зависно од звучних садржаја окружења, а карактерише га:
- одсуство мисли или присуство мањег броја мисаоних садржаја,
- минималан емотивни набој и
- стално присуство природне интелигенције.

## Утицај унутрашње тишине на физичко тело
Кад је ум у стању унутрашње тишине тело реагује на следећи начин:
- дисање је уравнотежено и смирено,
- телесна мускулатура је у стању опуштености и
- опажање чулима постаје изразитије.